# Mecz piłkarski Szkocja – Polska (1965)
Mecz piłkarski Szkocja–Polska – mecz eliminacyjny do Mistrzostw Świata w Piłce Nożnej 1966, który odbył się 13 października 1965 na stadionie Hampden Park w Glasgow pomiędzy reprezentacją Szkocji a reprezentacją Polski.
Było to drugie spotkanie tych drużyn w grupie 8 – w pierwszym meczu rozegranym 23 maja 1965 na Stadionie Śląskim w Chorzowie padł remis 1:1.

## Przed meczem
Faworytem tego spotkania byli Szkoci, którzy walczyli z Włochami o pierwsze miejsce w grupie dające awans na MŚ w Anglii. W artykule Przeglądu Sportowego przed meczem napisano: 

Przy realnej ocenie aktualnej sytuacji w naszym zespole, jego szanse na wygraną na Hampden Park są minimalne.

Tabela grupy 8 przed tym spotkaniem przedstawiała się następująco (zwycięstwo = 2 pkt, remis = 1 pkt):
| LP | Drużyna   | Pkt | M | W | R | P | G+ | G− | +/− |
| -- | --------- | --- | - | - | - | - | -- | -- | --- |
| 1  | Włochy    | 5   | 3 | 2 | 1 | 0 | 8  | 1  | +7  |
| 2  | Szkocja   | 5   | 3 | 2 | 1 | 0 | 6  | 3  | +3  |
| 3  | Polska    | 2   | 3 | 0 | 2 | 1 | 1  | 3  | -2  |
| 4  | Finlandia | 2   | 5 | 1 | 0 | 4 | 5  | 13 | -8  |

## Mecz
Spotkanie rozgrywane na grząskiej murawie przy padającym deszczu zaczęło się dla Polski nie najlepiej – w 13. minucie kapitan reprezentacji Szkocji, Billy McNeill po dośrodkowaniu z rzutu rożnego zdobył bramkę dla gospodarzy. W 37. minucie Antoni Nieroba doznał kontuzji, ale że ówczesne przepisy nie zezwalały na zmiany w trakcie gry, do końca spotkania tylko statystował. Pomimo kilku sytuacji z obu stron wynik w pierwszej połowie nie uległ już zmianie. Wspomina Zygmunt Anczok: 

Może i przegrywaliśmy, ale wszystko było pod naszą kontrolą. Zdawaliśmy sobie sprawę, że Szkoci będą coraz bardziej zmęczeni i to może być nasza szansa.

W drugiej połowie gra się wyrównała – w polskiej bramce świetne spotkanie rozgrywał Konrad Kornek, a w ataku polscy piłkarze zaczęli coraz częściej strzelać na bramkę bronioną przez Billa Browna. Na pięć minut przed końcem spotkania napastnik Ruchu Chorzów Eugeniusz Faber świetnym podaniem znalazł w polu karnym Ernesta Pola, a ten z bardzo bliskiej odległości zdobył bramkę, doprowadzając do remisu.
Szkoci wznowili grę, ale zaraz stracili piłkę – Pol dograł do debiutującego w kadrze Jerzego Sadka, a ten strzałem z lewej nogi w polu karnym zdobył drugą bramkę. Podłamani Szkoci postanowili nie dawać za wygraną i dla reprezentacji Polski rozpoczęły się bardzo nerwowe minuty. O końcowych minutach tak wypowiadał się Zygmunt Anczok: 

Końcówka była dramatyczna, broniliśmy się rozpaczliwie. Udało się obronić wynik, choć mówiąc szczerze, ostatnie sekundy wspominam jak przez mgłę. Najważniejszy był efekt. Zaskoczyliśmy rywala i zdołaliśmy wygrać.

## Raport i składy
| 13 października 1965 | Szkocja · 13' McNeill | 1:2(1:0)Raport | Polska · 85' Pol · 87' Sadek     | Hampden Park, Glasgow Widzów: 107 508 Sędzia: Hans Carlsson (Szwecja) |
|                      | kartki: · Law         |                | kartki: · Szczepański, Szołtysik |                                                                       |

| Szkocja | Polska |

|            |  |                  |  |
|            |  |                  |  |
| BR         |  | Bill Brown       |  |
| OB         |  | Alex Hamilton    |  |
| OB         |  | Eddie McCreadie  |  |
| OB         |  | Billy McNeill    |  |
| OB         |  | John Greig       |  |
| PO         |  | Pat Crerand      |  |
| PO         |  | Willie Henderson |  |
| PO         |  | Billy Bremner    |  |
| PO         |  | Alan Gilzean     |  |
| PO         |  | Willie Johnston  |  |
| NA         |  | Denis Law        |  |
| Trener:    |  |                  |  |
| Jock Stein |  |                  |  |

|                                                        |  |                    |  |
|                                                        |  |                    |  |
| BR                                                     |  | Konrad Kornek      |  |
| OB                                                     |  | Henryk Szczepański |  |
| OB                                                     |  | Jacek Gmoch        |  |
| OB                                                     |  | Stanisław Oślizło  |  |
| OB                                                     |  | Zygmunt Anczok     |  |
| PO                                                     |  | Antoni Nieroba     |  |
| PO                                                     |  | Zygfryd Szołtysik  |  |
| PO                                                     |  | Jerzy Sadek        |  |
| PO                                                     |  | Ernest Pol         |  |
| NA                                                     |  | Jan Liberda        |  |
| NA                                                     |  | Eugeniusz Faber    |  |
| Trener:                                                |  |                    |  |
| Wiesław Motoczyński, Ryszard Koncewicz, Karol Krawczyk |  |                    |  |

## Podsumowanie
Zwycięstwo nad silną reprezentacją Szkocji było bardzo cenne, ponieważ przedłużało szanse Polski na awans do MŚ 1966. W następnym spotkaniu reprezentacja w Szczecinie wygrała z Finlandią aż 7:0 (cztery gole zdobył Włodzimierz Lubański), po czym doznała klęski w Rzymie z Włochami 1:6. Pomimo braku awansu na mundial w Anglii, Jacek Gmoch tak wypowiadał się o zwycięstwie nad Szkocją: 

To była nasza najważniejsza wygrana w latach 60.